# Sekai Project
Sekai Project är en amerikansk datorspelsutgivare som främst lokaliserar och ger ut japanska visuella romaner för den engelskspråkiga marknaden. Företaget är baserat i Los Angeles i Kalifornien.
Namnet kommer från det japanska ordet "sekai" (世界?), som betyder "världen".

## Historia
Sekai Project bildades 2007 som en fan-översättningsgrupp för att översätta spelet School Days till engelska; de kom senare att arbeta med utgivaren JAST USA under spelets officiella engelskspråkiga utgivning. I juli 2013 startade de Sekai Project som ett faktiskt företag.

## Verk

### Datorspel

#### Utgivna
| Titel                                       | Utvecklare          | Utgivningsdatum   | Källa  |
| ------------------------------------------- | ------------------- | ----------------- | ------ |
| Rising Angels: Reborn                       | IDHAS Studios       | 31 oktober 2013   | [ 8 ]  |
| Narcissu 1st & 2nd                          | Stage-nana          | 25 april 2014     | [ 9 ]  |
| World End Economica episode.01              | Spicy Tails         | 5 maj 2014        | [ 10 ] |
| Sunrider: Mask of Arcadius                  | Love in Space       | 2 juli 2014       | [ 11 ] |
| Sakura Spirit                               | Winged Cloud        | 9 juli 2014       | [ 12 ] |
| Planetarian: The Reverie of a Little Planet | Key                 | 12 september 2014 | [ 13 ] |
| Pyrite Heart                                | Winged Cloud        | 26 september 2014 | [ 14 ] |
| Fault Milestone One                         | Alice in Dissonance | 15 december 2014  | [ 15 ] |
| Nekopara Vol. 1                             | Neko Works          | 29 december 2014  | [ 16 ] |
| Sunrider Academy                            | Love in Space       | 12 januari 2015   | [ 17 ] |
| Sakura Angels                               | Winged Cloud        | 16 januari 2015   | [ 18 ] |
| Raiders Sphere 4th                          | Rectangle           | 23 mars 2015      | [ 19 ] |
| The Way We All Go                           | Ebi-hime            | 24 mars 2015      | [ 20 ] |
| The Reject Demon: Toko Chapter 0            | Lupiesoft           | 9 maj 2015        | [ 21 ] |
| Love at First Sight                         | Creepy Cute         | 18 maj 2015       | [ 22 ] |
| The Fruit of Grisaia                        | Front Wing          | 29 maj 2015       | [ 23 ] |

#### Framtida
| Titel                                    | Utvecklare          | Utgivningsdatum | Källa         |
| ---------------------------------------- | ------------------- | --------------- | ------------- |
| Sakura Fantasy Chapter 1                 | Winged Cloud        | 1 juni 2015     | [ 24 ]        |
| World End Economica episode.02           | Spicy Tails         | Q2 2015         | [ 25 ] [ 26 ] |
| Clannad                                  | Key                 | Oktober 2015    | [ 27 ]        |
| Starlight Vega                           | Razzart Visual      | November 2015   | [ 28 ] [ 29 ] |
| Fault Milestone Two                      | Alice in Dissonance | Q4 2015         | [ 26 ]        |
| Moonshot                                 | Fastermind Games    | 2015            | [ 30 ]        |
| Ame no Marginal                          | Stage-nana          | TBA             | [ 26 ]        |
| Clannad: Hikari Mimamoru Sakamichi de    | Key                 | TBA             | [ 31 ]        |
| Fault: Silence the Pedant                | Alice in Dissonance | TBA             | [ 3 ]         |
| Idol Magical Girl Chiruchiru Michiru     | Front Wing          | TBA             | [ 32 ] [ 33 ] |
| Koenchu! The Tale of the Voice Actress   | Zero Zigen          | TBA             | [ 34 ] [ 35 ] |
| Kokonoe Kokoro                           | Nostalgia           | TBA             | [ 36 ]        |
| Machina of the Planet Tree: Planet Ruler | Denneko Yugi        | TBA             | [ 37 ]        |
| Memory's Dogma                           | Lizarts             | TBA             | [ 38 ]        |
| November Boy                             | Team Anago          | TBA             | [ 39 ]        |
| Paca Plus                                | Paco Project        | TBA             | [ 40 ]        |
| Resette's Prescription                   | Lizarts             | TBA             | [ 38 ]        |
| Sacrament Sheep                          | Fenrirvier          | TBA             | [ 38 ]        |
| Shizuku no Oto                           | Aiueo Kompany       | TBA             | [ 37 ]        |
| The Eden of Grisaia                      | Front Wing          | TBA             | [ 32 ] [ 33 ] |
| The Human Reignition Project             | Alienworks          | TBA             | [ 41 ]        |
| The Labyrinth of Grisaia                 | Front Wing          | TBA             | [ 32 ] [ 33 ] |
| Tobari and the Night of the Curious Moon | Desunoya            | TBA             | [ 38 ]        |
| Was: The Hourglass of Lepidoptera        | SRL                 | TBA             | [ 42 ]        |

### Övriga produktioner
| Titel                      | Mediaformat | Skapare       | Utgivningsdatum | Källa  |
| -------------------------- | ----------- | ------------- | --------------- | ------ |
| 2013 Moe Headphones Design | Art book    | Lunatic Joker | 2014            | [ 43 ] |
| Clannad Anthology          | Manga       |               | TBA             | [ 44 ] |
| Miku Miku Dance            | Programvara | Yu Higuchi    | TBA             | [ 45 ] |